# 육군미술전람회
육군미술전람회(陸軍美術展覽會)는 일제강점기 말기에 전쟁 분위기 고취를 위해 일본에서 개최된 미술 전시회이다.

## 개요
1943년 3월 5일부터 3월 14일까지 열흘 동안 개최되었다. 일본 육군의 제36회 육군기념일을 기념하기 위한 목적이었다.
육군미술협회가 주최하고, 일본 육군성 보도부가 후원하였다. 개최 장소는 도쿄의 미쓰코시 백화점이었다.

## 참가자
조선인 화가로는 서양화가 김인승이 《유기헌납(鍮器獻納)》이라는 제목의 작품을 출품했다. 이 작품은 당시 태평양 전쟁 지원을 위하여 가정마다 놋그릇을 헌납하자는 유기헌납 운동이 일어나자 이를 지지하기 위해 그려진 것이었다.
김인승의 작품에 대하여 다음과 같은 당대의 평가가 있었다.
반도의 민중에게 조상으로부터 전하여 온 유기처럼 중요한 것은 없을 터이지요. 어느 의미로는 훌륭한 재산이고 가보이기도 합니다. 그러나 황군의 필승을 기원하여 마지않는 반도 내 신민은 이런 것마저 기쁜 낯으로 헌납하고 있는 것입니다. 작자는 그 빛나는 정신에 감격하여 채관(彩菅)에 열의를 부었습니다.

## 참고자료
- 친일인명사전편찬위원회 (2004년 12월 27일). 《일제협력단체사전 - 국내 중앙편》. 서울: 민족문제연구소. 745~746쪽쪽. ISBN 8995330724.